# Dee (Solway Firth)
Der Dee (schottisch-gälisch: Dè oder Uisge Dhè) ist ein 61 km langer Fluss in der schottischen Council Area Dumfries and Galloway im Südwesten der Central Lowlands. Er entspringt im Loch Dee, fließt durch das Hügelland von Galloway und mündet in die Kirkcudbright Bay am Solway Firth in die Irische See. Der Flussname leitet sich von dem lateinischen Wort Deva (Deus) ab, und bedeutet Gott oder Göttin. Neben dem Dee in Galloway gibt es vier weitere Flüsse dieses Namens in Großbritannien. Einer befindet sich in Irland, einer in Cumbria (Dee), ein Dee fließt im Grenzgebiet zwischen Wales und England und ein weiterer Dee in der schottischen Council Area Aberdeenshire.

## Verlauf des Flusses
Der Dee entspringt in den Hügeln zwischen South Ayrshire und Dumfries and Galloway in dem See Loch Dee, der aus drei Zuflüssen gespeist wird. Anschließend fließt er zunächst nordostwärts, bis er auf die Cooran Lane trifft, einen linken Nebenfluss, der in den westlichen Hängen der Rhinns of Kells entspringt. In seinem Oberlauf wird der Dee bis hin zum Loch Ken oftmals als Black Water of Dee bezeichnet. Er knickt am Zusammenfluss fast rechtwinklig in Richtung Südosten ab und nimmt einen weiteren östlichen Zufluss auf, den Curnelloch Burn, und windet sich durch ein Tal westlich der Rhinns of Kells. Anschließend vereinigt er sich mit der Craigancallie Lane, die aus südlicher Richtung einmündet und dem Garrary Burn aus Nordosten. Etwas weiter südöstlich bildet er den zur Energiegewinnung errichteten Stausee Clatteringshaws Loch. Nach dem Stausee bietet eine Brücke die Möglichkeit, den Fluss auf der A712 (auch als „The Queen’s way“ bezeichnet) zu überqueren, die von Newton Stewart über New Galloway bis nach Crocketford führt, wo sie auf die Fernstraße A75 trifft.
Aus südlicher Richtung mündet der Pullaugh Burn, der vom Loch Grannoch herabkommt, etwas weiter flussabwärts in den Dee, der auf beiden Seiten bis zur nächsten Brücke von der „Raiders road“ flankiert wird. Nach der Brücke nimmt der Dee zwei weitere Nebenflüsse den Glengainoch Burn und den Stroan Burn aus südlicher Richtung auf. Die „Raiders road“ folgt dem Flusslauf auch weiterhin am nordöstlichen Ufer bis zum See Stroan Loch. Der Dee wendet sich in einer Flussbiegung bei Slogarie in nordöstliche Richtung, nimmt von links die Crae Lane auf, kann kurz darauf auf der A762 erneut überquert werden und erreicht dort beim Dorf Parton den Loch Ken, den er ebenfalls teilweise durchfließt.
Im Unterlauf des Flusses stehen auf einer acht Hektar großen Flussinsel die Überreste der Burg Threave Castle, die im 14. und 15. Jahrhundert Stammsitz der Dynastie der sogenannten Schwarzen Douglas war. In die zwei umschließenden Flussarme münden linkerhand der Carlingware Lane Canal und rechterhand der Black Bridge Burn In der Nähe des Dorfes Tongland wurde der Fluss auf einer Länge von etwa drei Kilometern kanalisiert, um ein Wasserkraftwerk aus den 1930er Jahren mit Energie zu versorgen. Ehe der Dee bei Kirkcudbright am Solway Firth in die Kirkcudbright Bay in die (bereits von den Gezeiten berührten) Solway Firth mündet, nimmt er noch zwei weitere Nebenflüsse auf. Dies sind die Auchlane Burn aus dem Osten und das westliche Tarff Water, die bei Tongland in den Dee fließen.
Zwischen Kirkcudbright und Tongland gibt es einen siebeneinhalb Kilometer langen Wanderweg entlang des Flusses. Der Dee wird an mehreren Stellen von Brücken gequert, zu denen unter anderem die Tongland Bridge gehört, die von dem britischen Bauingenieur Thomas Telford 1806 entworfen wurde. Die ein kurzes Stück flussaufwärts gelegene Old Tongland Bridge wurde bereits 1737 erbaut.

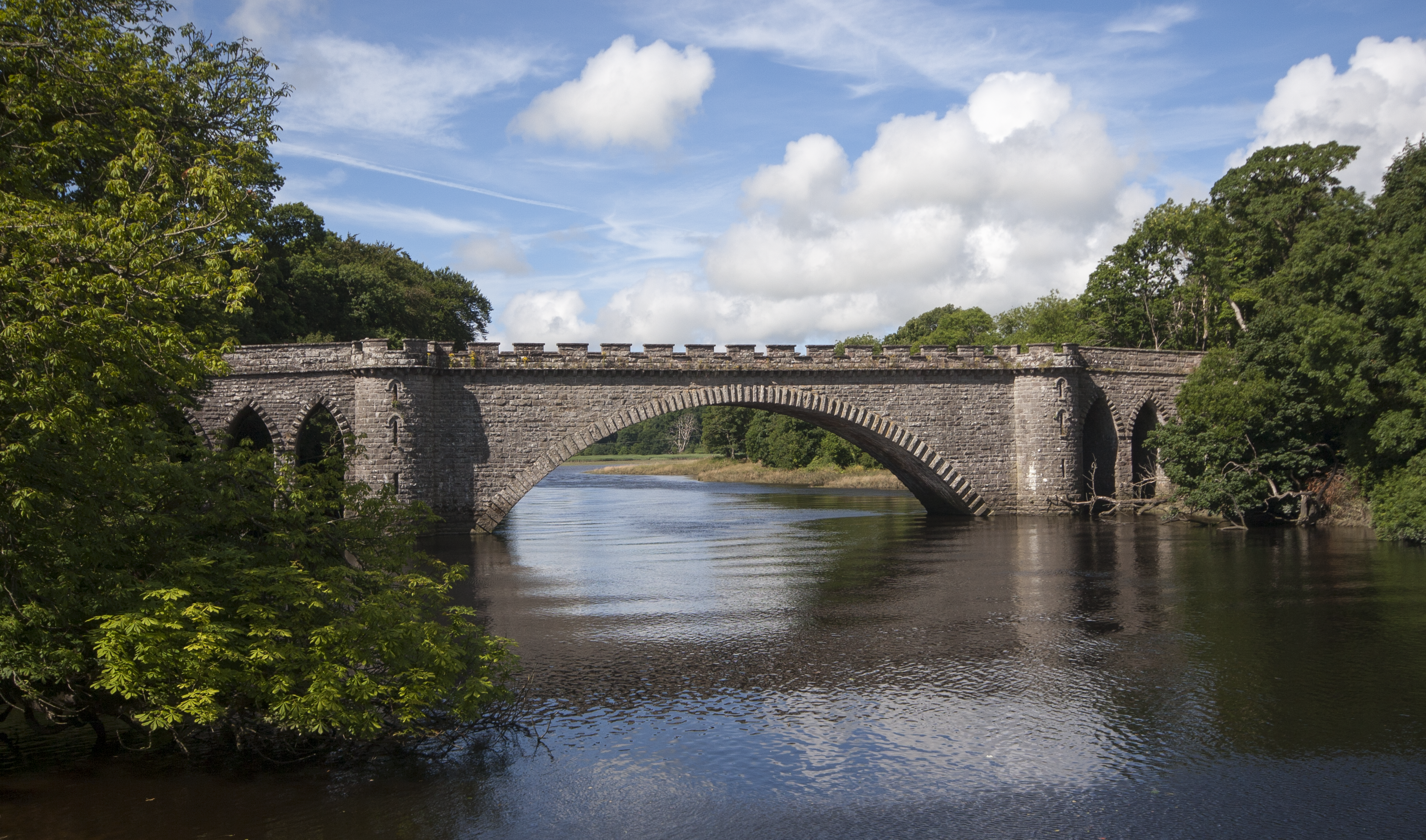
Tongland Bridge von Thomas Telford
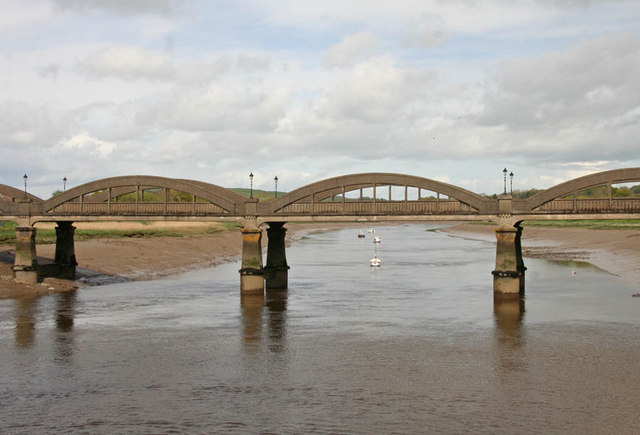
Brücke bei Kirkcudbright
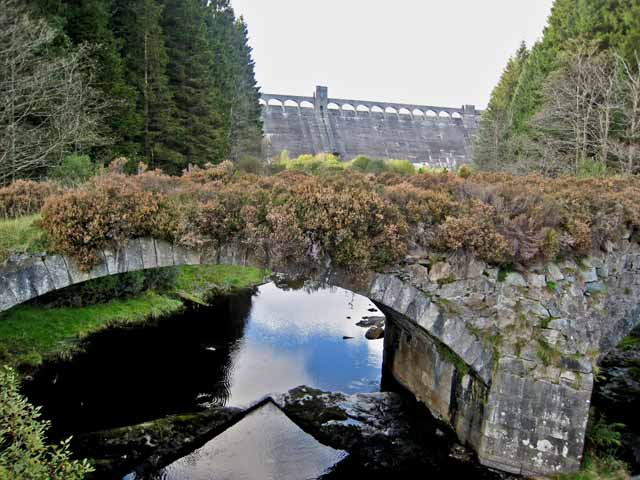
Brücke am Clatteringshaws Stausee

## Geschichte
Am 29. Juni 1308 kam es an einer Furt des Flusses in der Nähe von Dalbeattie zu Kampfhandlungen im Ersten Schottischen Unabhängigkeitskrieg. Dabei rief einer der Clanchefs aus dem Hause Macdowell die Männer aus Galloway auf, sich gegen Robert the Bruce zu erheben. So standen sich die Truppen von Edward Bruce, dem Bruders des schottischen Königs Robert, und die schottischen Anhänger des englischen Königs gegenüber. Angeführt wurden diese von Dungal Macdowell, der bis zu dessen Tode 1307 ein Vasall des britischen Königs Edward I. war und die Ländereien um Galloway besetzt hielt. Im Jahr 1307 hatten die Macdowells zwei Brüder (Thomas und Alexander) von Robert und Edward Bruce dort gefangen genommen und dem englischen König übergeben, der diese hinrichten ließ. Obwohl die Macdowells von Sir Ingram de Umfraville militärisch unterstützt wurden, unterlagen sie schließlich Bruce. Macdowell wurde von Edward Bruce gefangen genommen.

## Nutzung der Wasserkraft zur Stromerzeugung
Der Galloway Dee wird, wie die benachbarten Flüsse Water of Ken und Doon, seit den 1930er Jahren zur Gewinnung von Elektrizität durch Wasserkraft genutzt. Die Idee zur Nutzung der Flüsse geht zurück auf das späte 19. Jahrhundert. Doch erst 1923 legte der Ingenieur William McLellan konkrete Pläne vor. Grundlage zu ihrer Realisierung war ein Gesetz, das 1929 vom britischen Parlament verabschiedet wurde und zur Gründung der Galloway Water Power Company führte. Die Arbeiten begannen 1931 und endeten mit der Fertigstellung der Anlagen 1937. Dazu gehörte die teilweise Kanalisierung der Flussbetten, der Bau von Staudämmen und den fünf Kraftwerken Kendoon, Carsfad, Earlstoun, Glenlee am Water of Ken und am Doon und Tongland am Dee. Im Bereich des Dee wurde außerdem der Stausee Clatteringshaws Loch errichtet, aus dem durch einen 5,8 km langen Tunnel das Wasser in die Glenlee Power Station geleitet wird. Da die Flüsse reich an Meerforellen und Lachsen sind, gab es an den Staustufen und Kraftwerken von Anfang an Fischtreppen.